# Tobatí
Tobatí è una città del Paraguay, situata nel dipartimento di Cordillera, a 70 km dalla capitale del paese, Asunción.

## Popolazione
Al censimento del 2002 la città contava una popolazione urbana di 9.751 abitanti (23.295 nel distretto).

## Origine del nome
La versione più accreditata sull'origine del nome la indica nelle parole guaraní tova (“aspetto”) e moroti (“bianco”). Si riferisce probabilmente all'abbondanza nella zona di caolino, una roccia sedimentaria di colore solitamente bianco.

## Storia
La data di fondazione della città di Tobatí rimane incerta; da alcune fonti le autorità municipali hanno ritenuto di individuarla nell'anno 1539 ad opera di Domingo Martínez de Irala. Il primo nucleo abitato sorse nei pressi del fiume Manduvirá, a nord-est dell'attuale località di Arroyos y Esteros; solo in seguito la primigenia popolazione si spostò nel luogo dove si trova attualmente. In seguito la città divenne un importante centro di evangelizzazione francescana.

## Economia
L'attività economica principale della città è l'industria della ceramica, che occupa una parte consistente della popolazione. Anche l'artigianato è discretamente sviluppato, e riguarda la produzione di sculture lignee, di opere pirografate, di tappeti e di amache. L'allevamento bovino, ovino ed equino, così come la coltivazione di riso, manioca, patate e mais costituiscono altre fonti di introito per gli abitanti.

### Turismo

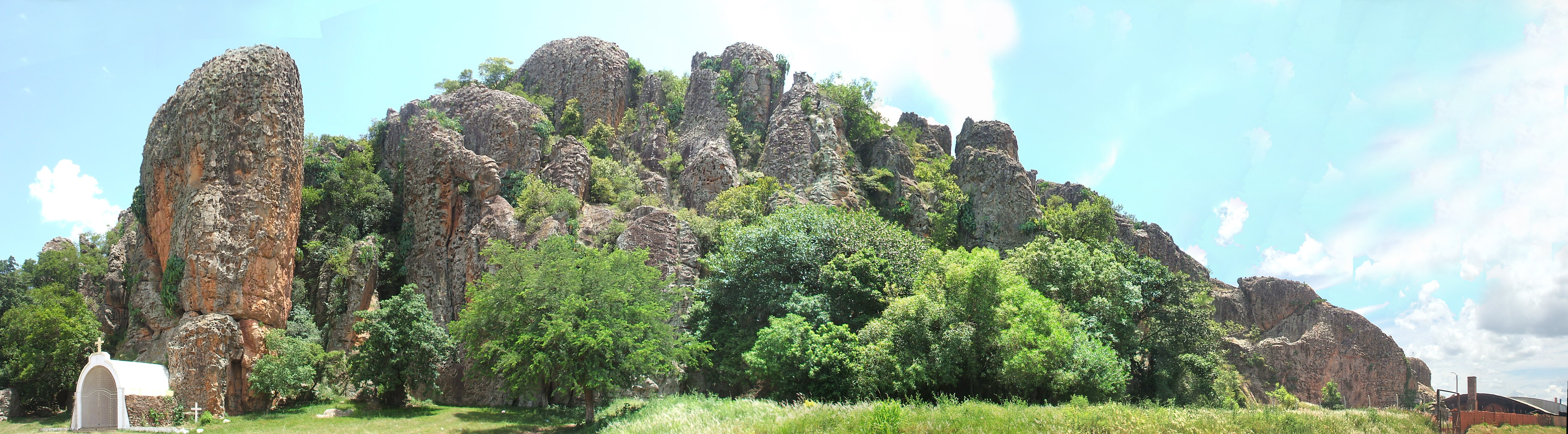
Colle a Tobatí

La chiesa francescana, ricostruita nel 1937, conserva al suo interno opere in legno risalenti al XVIII secolo. Nei dintorni della città numerosi colli (cerros) modellati nel tempo dagli agenti atmosferici offrono ai visitatori formazioni geologiche singolari.